# Karl Stöger (Politiker)
Karl Stöger (* 19. Oktober 1905 in Kittsee; † 18. Mai 1946 in Lienz) war ein österreichischer Landwirt und Politiker und Abgeordneter zum Burgenländischen Landtag.

## Leben
Stöger wurde als Sohn des Landwirts Karl Stöger aus Kittsee geboren und besuchte die Volksschule. Er wechselte danach an das Gymnasium in Bratislava und war als Landwirt tätig. Stöger starb 1946 als Soldat in Lienz.
Stöger war verheiratet.

## Politik
Stöger war 1926 Bezirksbauernrat und wurde am 11. November 1934 als Abgeordneter in den Ständischen Landtag des Burgenlandes berufen, in dem er den Stand „Land- und Forstwirtschaft“ vertrat. Stöger war bis zur Auflösung des Landtags am 12. März 1938 Mitglied des Burgenländischen Landtags. 